# هنزه
هُنْزَه أو هونزا (بالأردويَّة: ہنزہ)، وادي بالقرب من سلسلة جبال قَراقُرم شمال باكستان، يقع في غلغت-بلتستان (إقليم إداري). تشتهر المنطقة بمناظرها الطبيعية الخلابة وجبالها العالية، حيث تقع بالقرب من ثاني أعلى قمة في العالم (قمة جبل كي-2) بعد قمة جبل إفرست. وهذا ما يجعلها وجهة سياحية ومحطة لمتسلقي الجبال.

## التقسيمات الجغرافية والإدارية
تنقسم منطقة هنزه إلى ثلاثة أقسام
وادی گوجال (هنزه العليا)
وهي المنطقة التي تشمل ضلع هنزه (أي مقاطعة هنزه) (بالأردويَّة: ضلع ہنزہ)
هنزه الوسطى
وهي المنطقة التي تقع بأجزاء من تحصيل علي أباد حيث يكون المركز التجاري لوادي هنزه. وتحتوي هذه المنطقة على قلعتين تاريخيتين هما: قلعة بلتِت (بالأردويَّة: قلعہ بلتت) وقلعة التيت (بالأردويَّة: قلعہ التیت).
هنزه السفلى
وهي المنطقة التي تقع بأجزاء من تحصيل علي أباد حيث يكون المركز التجاري لوادي هنزه. تقع بها عدد من البلدات من مثل ناصر آباد وحسین آباد وخضر آباد.

## السكان
يَقطُن في منطقة وادي هنزه شعب البوروشو وهم يتكلمون لغة بروشسكي (وهي لغة معزولة أي ليس لها أية قرابة أو نسب إلى غيرها من اللغات). يعتنق شعب البروشو الإسلام وهم إسماعيليون (نزارية). تصل نسبة التعليم في منطقة وادي هنزه إلى 90% من مجموع السكان الذين يشتهرون كذلك بكثرة المُعَمِّرين بينهم. تقطن في المنطقة مجموعات سكانية أخرى تتحدث بلغة الشنانية واللغة الوخانية، بينما يشيع استخدام الأردوية والإنجليزية بين الجميع.

## إمارة هنزه

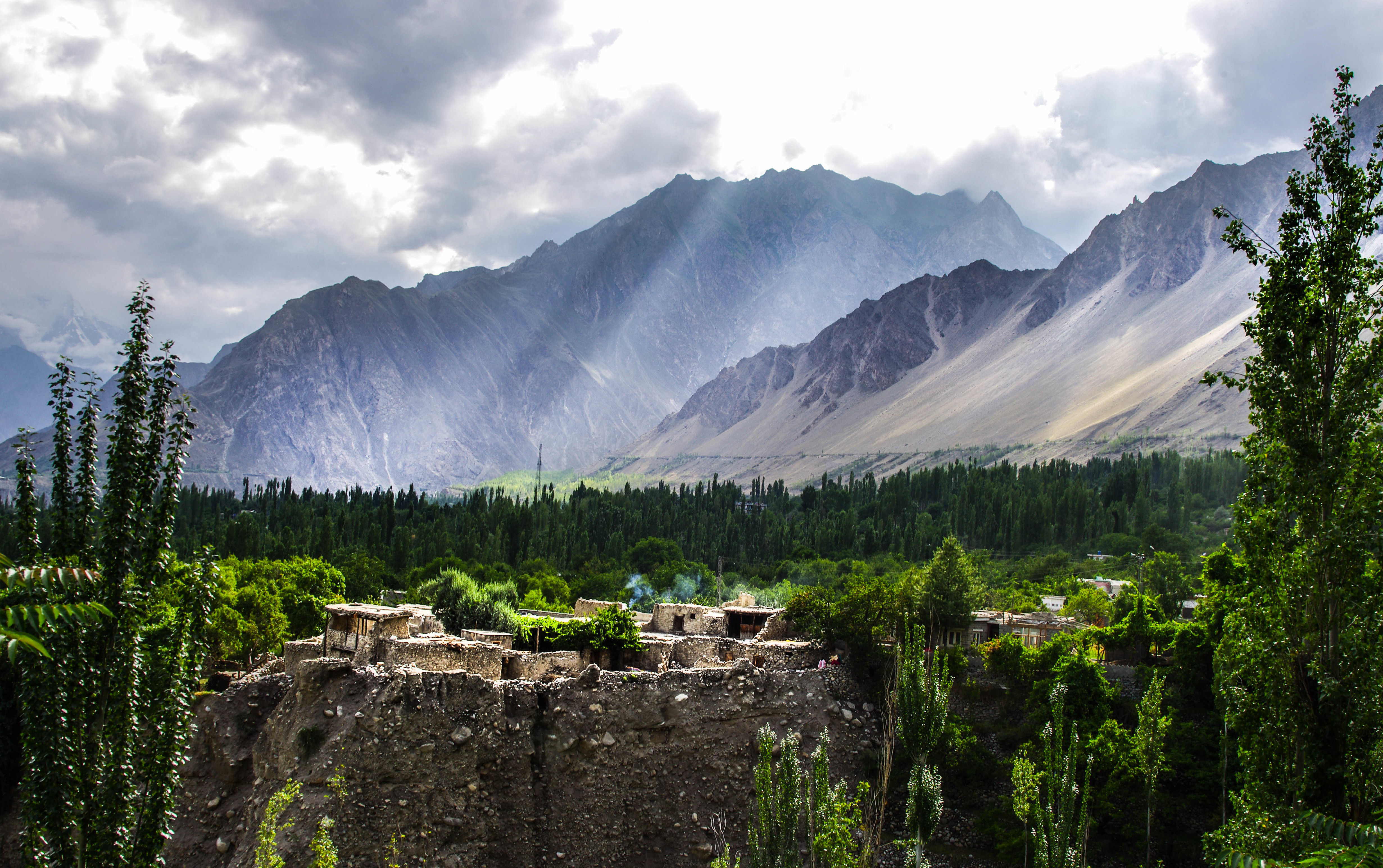
صورة لوادي الهونزا

كانت منطقة هنزه إمارة مستقلة لمدة 900 عاماً، وكان يحكمها أمير (مير) من سلالة تَتبع الإسماعيلية. كانت عاصمة الإمارة في مدينة بلتيت (وتعرف الآن باسم كريم آباد). بالقرن التاسع عشر، أصبحت إمارة هنزه جزءاً من مسرح اللعبة الكبرى بين البريطان والروس وكذلك الصينيين في نزاعهم للسيطرة على المنطقة. وهاجم البريطانيون الإمارة بين عامي 1889 و 1892 وسيطروا عليها، واستبدلوا أميرها (مير سافدار علي خان) الذي لجأ إلى الصين بأخيه (مير محمد ناظم خان) وضموها إلى سلطتهم في الهند البريطانية.  واستمرت الإمارة شبه مستقلة بعد استقلال الهند والباكستان حتى سنة 1974 حين أمر بحلها ذو الفقار علي بوتو.